# Ben Rogmans
Ben Rogmans (1956) is een Nederlandse journalist en directeur.
Na het Triniteitslyceum in Haarlem studeerde Rogmans vanaf 1975  Nederlandse taal- en letterkunde aan de Universiteit van Amsterdam.

## Journalist
Ben Rogmans werkte vanaf 1974 als verslaggever voor het Haarlems Dagblad, de Graafschapbode en de Arnhemse Courant (1980-1984) en bladen als Ad Valvas en KU-Nieuws. Van 1984 tot 1990 werkte hij op de parlementaire redactie van De Volkskrant.
In 1990 werd hij docent Journalistiek aan de Hogeschool Utrecht. Rogmans was hoofdredacteur van Intermediair (1994-1998), BN/DeStem (1998-2000) en dagblad De Pers (2006-2012).
In 2007 begon hij als hoofdredacteur van De Pers. De Pers was de derde van de gratis kranten van Nederland na Metro en Sp!ts sinds 1999. Hiervoor werd Rogmans in 2007 uitgeroepen tot Journalist van het Jaar, omdat hij volgens de jury 'Nederland verrijkte met een gratis kwaliteitsdagblad, waarin optimisme, onaangepastheid en enthousiasme de toon aangeven'.

## Arbeidsmarkt
Rogmans was directeur van enkele mediabedrijven en in 2003 medeoprichter van arbeidsmarktonderzoeker Intelligence Group, een data- en techbedrijf op het gebied van arbeidsmarkt- en recruitmentdata. In zijn managementboek Geen Paniek! uit 2018 relativeert Rogmans de sombere toekomstvoorspellingen over het verdwijnen van nuttig werk in het tijdperk van robotisering en kunstmatige intelligentie. Als grootste probleem op de arbeidsmarkt ziet hij dat mensen zich te weinig ontwikkelen om bij te blijven.
Sinds 2014 is Rogmans directeur van Arbeidsmarktkansen.nl.
Hij is bestuursvoorzitter van de Stichting Vrienden van het Persmuseum.

## Prijs
- 2007 – Journalist van het Jaar